# Illyés Kinga
Illyés Kinga (Bereck, 1940. december 10. – Marosvásárhely, 2004. július 28.) erdélyi előadóművésznő, színésznő és színészpedagógus.

## Élete
1961-ben végzett a marosvásárhelyi Szentgyörgyi István Színművészeti Intézetben és a város együtteséhez szerződött. Férje volt Vári Attila költő és író, akitől elvált és házasságot kötött Török András marosvásárhelyi színésszel. Lányuk Török-Illyés Orsolya színésznő. Fiuk Török-Illyés Botond, az Európai Néppárt tanácsosa.
Lírai hősnők hagyományoktól eltérő, szokatlan megelevenítésével tűnt fel. Visszafogott érzelmeket, indulatokat sejtető halkságot ötvöz egybe hirtelen kitörésekkel, váratlan sokkhatásokkal. Szép dikciója, árnyalt és kifejező beszéde pályája kezdetétől sejtette, hogy a szavalás, a pódiumműfaj, az előadóművészet jelentős részt kér életművében. 1965-től egyre több irodalmi rendezvényen, szavalóesten lépett fel, a hetvenes évektől pedig önálló műsorokkal turnézott nemcsak az országban, hanem az USA-ban, Nyugat-Európa különböző országaiban és Ausztráliában is. 1990-től csak főiskolai katedráját tartotta meg és főként önálló fellépésekre vállalkozott.
2002-ben a Marosvásárhely díszpolgára címmel tüntették ki.

## Színházi szerepei
- Ruth (Wolf: Mamlock professzor)
- Anyuta (Lev Nyikolajevics Tolsztoj: A sötétség hatalma)
- Sári (Nagy István: Özönvíz előtt)
- Egérke (Örkény István: Macskajáték)
- Böske (Barta L.: Szerelem)
- Lizanka (Bulgakov: A divatszalon titka)
- Lida (Szegény jó Marat)
- Titkárnő (Jelmezben)
- Natasa (Négyszemközt)
- Jókhebád (Madách Imre: Mózes)
- Viola (Méhes György: Dupla kanyar)

## Filmjei
- Családi kör (1989)
- Tükör előtt (1995)

## Előadóestjei
- Antoine de Saint-Exupéry: A kis herceg
- Fagyöngy
- Lirai oratórium (Szilágyi Domokos verseiből)
- Oriana Fallaci: A nő, aki virágot akart szakítani
- Szabadnak lenni mit jelent? Karácsony és Húsvét között Erdélyben (1990)
- Az élet kenyere: Az Árpád-házi Szent Erzsébet sorsa

## Könyv, CD
- Kányádi Sándor – Illyés Kinga. Birka-Irka (zenés mesekönyv)
- Balogh András: Illyés Kinga emlékkönyv, 2008